# 國防大學 (中華民國)
國防大學是中華民國國軍專責綜合培育軍事人才的大學，成立於2000年。目前設有國際與國防事務學院、戰爭學院、陸軍指揮參謀學院、海軍指揮參謀學院、空軍指揮參謀學院、理工學院、管理學院、政治作戰學院。校本部位於臺灣桃園市八德區。

## 歷史

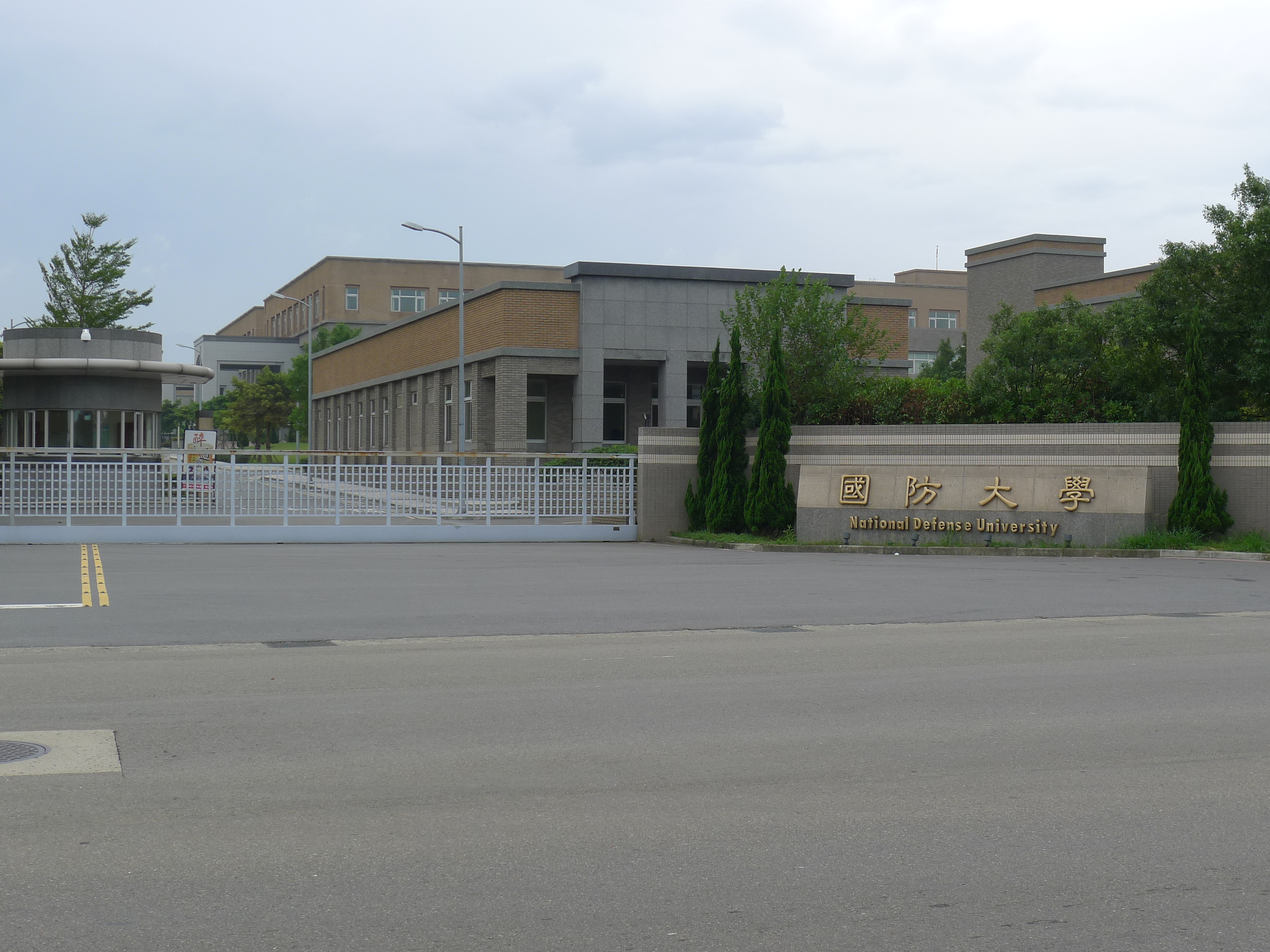
國防大學校本部北側門

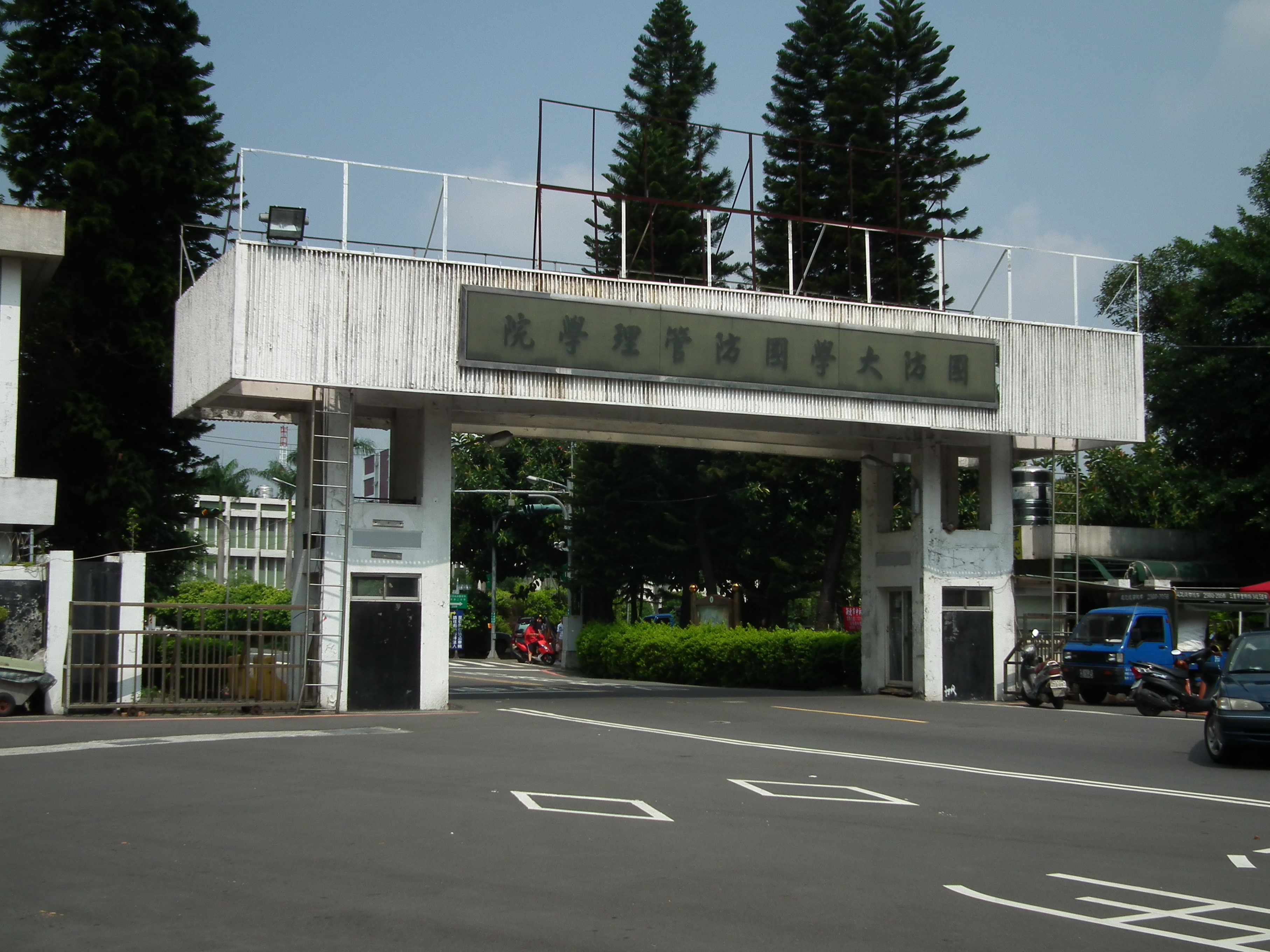
原國防管理學院大門

三軍大學校旗（1968年-2000年）

國防大學校旗（2000年-至今）

### 國防大學歷史
前身
1952年5月陸軍大學由新竹前往台北大直後更名為「國防大學」，同年11用再更名為「國防大學校」。1960年9月更名「三軍聯合參謀大學」，1968年9月三軍聯合參謀大學正規班與陸、海、空軍參謀大學研究班合併改稱「三軍聯合大學」。1969年12月再改制為「戰爭學院」並與陸、海、空三軍參謀學院合併為「三軍大學」。
- 2000年5月8日，三軍大學、中正理工學院、國防管理學院及國防醫學院整合成立國防大學，校本部設於桃園縣龍潭鄉中興路56號。原三軍大學的4所學院併為「軍事學院」的戰略學部、陸軍學部、海軍學部與空軍學部。
- 2004年7月，國防大學成立戰略研究中心（國防智庫）。
- 2006年1月1日，原隸屬國防大學的國防醫學院，再分出為獨立學院，由國防部軍醫局督導；並裁撤戰略研究中心。9月1日，奉國防部「北部地區校院調併」案，將「政治作戰學校」編入國防大學更名政治作戰學院；軍事學院裁撤再改回戰爭學院、陸軍指揮參謀學院、海軍指揮參謀學院、空軍指揮參謀學院；中正理工學院、國防管理學院更名為理工學院、管理學院。
- 2013年1月1日，原隸屬參謀本部的國防部國防語文中心，配合國軍精粹案組織整編而改隸屬國防大學，更名為「國防大學語文中心」，並遷回政治作戰學院。
- 2022年，成立國際與國防事務學院。

### 國防大學各學院沿革

#### 戰爭學院
- 1969年12月1日，「三軍大學戰爭學院」成立於臺灣臺北市大直。
- 1997年8月，遷校至桃園縣龍潭鄉（國軍桃園總醫院旁，武漢營區[1]）。
- 2000年12月1日，成立國防大學並調整組織架構，整併為「國防大學軍事學院戰略學部」。
- 2006年9月1日，復編為「國防大學戰爭學院」。
- 2007年7月，隨國防大學遷至現址桃園市八德區原懷生機場（校本部，率真校區）。

戰爭學院院長，由國防大學中將副校長兼任。

#### 陸軍指揮參謀學院
- 1906年，清帝國成立「北洋軍官學堂」（又稱陸軍行營軍官學堂），為軍事深造教育之始。
- 1908年學校收歸軍咨府，改稱為軍咨府軍官學堂。
- 1910年7月改稱「陸軍預備大學堂」。
- 1912年，中華民國成立，陸軍預備大學堂由保定遷北京，改隸參謀本部。
- 1913年10月「陸軍預備大學堂」改称「陸軍大學校」。學校領導由總辦改稱為校長，總教官負責制為教育長負責制。
- 1931年10月學校由北平遷往南京。
- 1937年，中日戰爭爆發，遷往湖南省長沙市。
- 1938年，再遷貴州遵義。
- 1941年，再遷重慶市。
- 1946年，抗戰勝利，本校遷回南京市。
- 1949年因第二次國共內戰，遷往廣東省廣州市。中華民國政府遷臺後，於臺灣新竹成立「陸軍參謀學校委員會」，準備復校事宜。
- 1951年12月1日，復校名稱「陸軍參謀學校」。
- 1952年1月1日，改名「陸軍指揮參謀學校」。
- 1959年9月，升格為「陸軍指揮參謀大學」。
- 1969年12月1日，整併於「三軍大學陸軍指揮參謀學院」。
- 2000年5月8日，成立國防大學並調整組織架構，調整為「國防大學軍事學院陸軍指揮參謀學部」。
- 2006年9月1日，復編為「國防大學陸軍指揮參謀學院」。

現任院長為陸軍少將王修治。

#### 海軍指揮參謀學院
- 1951年1月1日，於高雄左營成立「海軍參謀班」。
- 1952年3月1日，擴編為「海軍指揮參謀學院」。
- 1959年9月，升格為「海軍指揮參謀大學」。
- 1967年12月，遷校至臺北大直，同時併編「海軍陸戰隊學校指揮參謀班」成立「三軍大學海軍指揮參謀學院」。
- 2000年5月8日，成立國防大學並調整組織架構，調整降格為「國防大學軍事學院」下的「海軍學部」。
- 2006年9月1日，復編為「國防大學海軍指揮參謀學院」。

現任院長海軍少將張世行。

#### 空軍指揮參謀學院
- 1940年12月1日，於成都成立「空軍參謀學校」。
- 1946年8月，遷校至南京市。
- 1949年12月，於臺灣屏東東港復校。[2]
- 1952年1月1日，改制「空軍指揮參謀學校」。
- 1959年9月1日，升格為「空軍指揮參謀大學」。
- 1967年10月20日，遷校於臺灣臺北大直，並改名為「三軍大學空軍指揮參謀學院」。
- 2000年5月8日，成立國防大學並調整組織架構，調整為「國防大學軍事學院」下的「空軍指揮參謀學部」。
- 2006年9月1日，復編為「國防大學空軍指揮參謀學院」。

現任院長為空軍少將黃盈捷。

#### 理工學院
- 1917年，成立「漢陽兵工專門學校」。
- 1926年，改名為「國民政府兵工專門學校」。
- 1928年，軍政部成立，改名為「軍政部漢陽兵工專門學校」。
- 1939年，改制為「軍政部兵工學校」。
- 抗戰勝利後，成立造兵、應化、車輛三系，將原軍用文人身分正式成立軍制「兵工」官科，稱為「兵工工程學院」，並將兵工勤務班及化學兵專修班，納編統由「兵工學校」管理。
- 1962年，校院分制為「陸軍理工學院」、「兵工學校」（今「陸軍後勤學校」）。
- 1966年，「陸軍理工學院」改名為「中正理工學院」。
- 1968年，納編「海軍工程學院」及「聯勤測量學校」；12月遷入臺灣省桃園縣（今桃園市大溪區）員樹林現址。初設大學部，後為國防需求，乃先後增設研究部博、碩士班及專科部。
- 2000年，併入國防大學，更名為「國防大學中正理工學院」。
- 2006年11月，配合軍事院校整併案，更名為「國防大學理工學院」，所屬校區改名為中正嶺校區。

現任院長為海軍少將崔怡楓。中正理工學院測繪工程系82年班，軍事工程碩士，臺師大地球科學博士。

#### 管理學院
- 1912年3月20日，由時任臨時大總統孫中山以命令創立軍需學校。
- 1982年12月1日，由「國防財經學院」（原軍需學校）與「國防管理學校」合併為「國防管理學院」。
- 1989年7月1日，納入原「政戰學校法律系所」。
- 1995年7月1日，納入三軍大學國防管理班。
- 2000年5月，併入國防大學，更名為「國防大學國防管理學院」。
- 2006年8月1日，校址由臺北縣中和市（今新北市中和區）積穗（民安街、民享街，區分為數個公家單位運用）遷至臺北市北投區復興崗。11月，配合軍事院校整併案，再次更名為「國防大學管理學院」。

現任院長為陸軍少將林振裕，中正理工學院化學系81年班、應用化學碩士93年班、化學博士100年班。
國防財經學院
- 1912年3月20日，於南京創立「軍需學校」。
- 1947年9月1日，於上海改分為「聯勤經理學校」及「聯勤財務學校」兩校。
- 1951年4月1日，兩校在臺北市松山區（今臺北市松山區[3]）合併成立「軍需訓練學校」。
- 1954年6月，再改名為「聯勤財務學校」校址於景美，「陸軍經理學校」校址於積穗。
- 1969年2月，改制為「陸軍財務經理學校」，校址於景美及積穗。
- 1971年8月景美校區遷入積穗校區。
- 1980年11月，再改為「國防財經學院」。
- 1982年12月，由國防財經學院及國防管理學校合併成立國防管理學院

國防管理學校
- 1937年9月，於南京創立「副官學校」。
- 1959年1月1日，由副官學校、國防部動員幹部訓練班、空軍人事訓練班合併成立「行政學校」。
- 1967年7月，由行政學校與陸軍補給管理學校合併成立「國防管理學校」（原址為今國立故宮博物院藝文園區）。
- 1982年12月，由國防財經學院及國防管理學校合併成立國防管理學院

#### 政治作戰學院
- 1950年初，設立「政治幹部訓練班」及分班。
- 1951年7月1日，成立「政工幹部學校」，初選校地在臺灣省臺北縣淡水鎮（今新北淡水）沙崙成功閣。8月遷校至北投競馬場（國防部幹部訓練班舊址）；蔣經國將新校址地名命名為復興崗。
- 1970年10月31日，校名改為「政治作戰學校」。
- 2006年9月1日，併入國防大學，更名為「國防大學政治作戰學院」。

現任院長為陸軍少將唐永清。

## 歷任校長

### 陸軍大學時期
- 黃慕松(1884–1937)：1930年－1931年（代理）
- 楊傑(1889–1949)：1932年
- 蔣介石(1887–1975)
- 陳儀(1883–1950)：1943年－（代理）
- 徐永昌(1887–1959)：1946年6月－1948年
- 蔣介石
- 劉安祺(1906–1995)：1965年8月－1968年

### 三軍大學時期
| 歷任     | 任期時間                     | 圖片 | 姓名               | 軍種軍階     | 備註                               |
| -------- | ---------------------------- | ---- | ------------------ | ------------ | ---------------------------------- |
| 第一任   | 1959年8月－1964年8月         |      | 皮宗敢 (1912–1984) | 陸軍中將     |                                    |
| 第二任   | 1964年8月－1968年8月15日     |      |                    |              |                                    |
| 第三任   | 1968年8月16日－1969年12月1日 |      | 余伯泉 (1910–1982) | 陸軍二級上將 |                                    |
| 第四任   | 1975年8月16日－1980年4月6日  |      | 蔣緯國 (1916–1997) | 陸軍二級上將 | 蔣介石之養子、蔣經國之弟           |
| 第五任   | 1980年4月7日－1983年12月31日 |      | 王多年 (1913–2004) | 陸軍二級上將 |                                    |
| 第六任   | 1984年1月1日－1987年4月30日  |      | 言百謙 (1922–2009) | 陸軍二級上將 |                                    |
| 第七任   | 1987年5月1日－1989年12月4日  |      | 羅本立 (1927–2018) | 陸軍二級上將 | 1996年台海危機時任一級上將參謀總長 |
| 第八任   | 1989年12月5日－1992年4月30日 |      | 汪多志 (1928–)     | 陸軍二級上將 |                                    |
| 第九任   | 1992年5月1日－1994年4月30日  |      | 葉昌桐 (1929–)     | 海軍二級上將 |                                    |
| 第十任   | 1994年5月1日－1996年6月30日  |      | 程邦治 (1930–)     | 陸軍二級上將 |                                    |
| 第十一任 | 1996年7月1日－1999年1月31日  |      | 李楨林 (1933–)     | 陸軍二級上將 | 1996年台海危機時任陸軍總司令       |
| 第十二任 | 1999年2月1日－2002年1月31日  |      | 夏瀛洲 (1939–)     | 空軍二級上將 | 2000年5月8日整併命名為國防大學     |

### 國防大學時期
| 歷任     | 任期時間                      | 圖片 | 姓名           | 軍種軍階     | 備註                                                                    |
| -------- | ----------------------------- | ---- | -------------- | ------------ | ----------------------------------------------------------------------- |
| 第一任   | 1999年2月1日－2002年1月31日   |      | 夏瀛洲         | 空軍二級上將 | 2000年5月8日整併命名為國防大學                                          |
| 第二任   | 2002年2月1日－2003年8月31日   |      | 陳鎮湘 (1942–) | 陸軍二級上將 | 後任中國國民黨副主席                                                    |
| 第三任   | 2003年9月1日－2005年5月31日   |      | 謝建東 (1945–) | 陸軍二級上將 |                                                                         |
| 第四任   | 2005年6月1日－2006年2月15日   |      | 費鴻波 (1944–) | 海軍二級上將 |                                                                         |
| 第五任   | 2006年2月16日－2008年10月31日 |      | 曾金陵 (1947–) | 陸軍二級上將 |                                                                         |
| 第六任   | 2008年11月1日－2011年5月15日  |      | 金乃傑 (1949–) | 空軍二級上將 |                                                                         |
| 第七任   | 2011年5月16日－2012年8月31日  |      | 陳永康 (1951–) | 海軍二級上將 |                                                                         |
| 第八任   | 2012年9月1日－2014年7月31日   |      | 邱國正 (1953–) | 陸軍二級上將 | 後任國防部副部長、陸軍司令、參謀總長、退輔會主委 曾任國安局長、國防部長 |
| 第九任   | 2014年8月1日－2015年10月31日  |      | 鄭德美 (1955–) | 陸軍二級上將 | 後任國防部軍備副部長、總統府戰略顧問                                    |
| 第十任   | 2015年11月1日－2019年3月31日  |      | 吳萬教 (1958–) | 空軍二級上將 | 首位臺灣本省籍校長 後任總統府戰略顧問                                   |
| 第十一任 | 2019年4月1日－2021年6月30日   |      | 王信龍 (1960–) | 陸軍二級上將 | 調任國防部軍備副部長                                                    |
| 第十二任 | 2021年7月1日－2022年6月15日   |      | 張哲平 (1958–) | 空軍二級上將 | 後任總統府上將戰略顧問                                                  |
| 第十三任 | 2022年6月16日－               |      | 劉志斌 (1962–) | 海軍二級上將 | 原任海軍司令                                                            |

## 歷任副校長

### 國防大學時期
| 歷任     | 任期時間                      | 圖片 | 姓名   | 軍種軍階     | 備註 |
| -------- | ----------------------------- | ---- | ------ | ------------ | --- |
| 第一任   | 1999年2月1日－2003年9月30日   |      | 張鑄勳 | 陸軍中將     | 2000年5月8日整併命名為國防大學                                                                             |
| 第二任   | 2003年10月1日－2006年4月30日  |      | 賴宗男 | 陸軍中將     | |
| 第三任   | 2006年5月1日－2006年10月31日  |      | 劉鴻鳴 | 陸軍中將     | |
| 第四任   | 2006年11月1日－2008年2月29日  |      | 陸小榮 | 陸軍中將     | |
| 第五任   | 2008年3月1日－2009年5月15日   |      | 李翔宙 | 陸軍二級上將 | 第一位晉升二級上將的副校長 歷任副參謀總長、陸軍司令、國防部副部長 退役後轉任國安局長、行政院退輔會主委等職 |
| 第六任   | 2009年9月1日－2011年1月31日   |      | 王春江 | 陸軍中將     | 同前兩任副校長李翔宙、陸小榮三人都是陸軍官校43期畢業 創下第一次有同一個期別一口氣出現三位副校長的紀錄      |
| 第七任   | 2011年2月1日－2013年6月30日   |      | 傅永茂 | 陸軍中將     | 首位臺灣本省籍副校長 後任柯文哲市府下的臺北市政府兵役局局長                                                |
| 第八任   | 2012年7月1日－2013年8月31日   |      | 王興尉 | 陸軍中將     | 後任行政院退輔會欣欣客運董事長                                                                             |
| 第九任   | 2013年10月16日－2014年2月14日 |      | 何安繼 | 陸軍中將     | 後任行政院退輔會欣中瓦斯總經理                                                                             |
| 第十任   | 2014年4月1日 - 2014年7月31日  |      | 周美伍 | 海軍中將     | 首位非陸軍出身、首位海軍出身的副校長 後任國安局駐美國特派員、海洋委員會海巡署署長                          |
| 第十一任 | 2014年9月1日－2015年6月15日   |      | 馬自勇 | 空軍中將     | 首位空軍出身的副校長                                                                                       |
| 第十二任 | 2015年6月16日－2015年11月16日 |      | 丁忠武 | 空軍中將     | |
| 第十三任 | 2016年1月1日－2019年6月1日    |      | 丘樹華 | 海軍中將     | |
| 第十四任 | 2019年6月1日－2020年2月16日   |      | 唐華   | 海軍二級上將 | 參謀本部中將副參謀總長 現任海軍司令                                                                        |
| 第十五任 | 2020年2月17日－2021年4月      |      | 黃佑民 | 海軍中將     | 黑鷹失事事件生還者 現任常務次長                                                                            |
| 第十六任 | 2021年4月－2024年8月31日      |      | 張捷   | 陸軍中將     | |
| 第十七任 | 2024年9月1日－現任            |      | 葉國輝 | 陸軍中將     | 原任教準部指揮官                                                                                           |

## 校區
| 名稱                | 地點               | 校址             | 校內單位                                           | 備註 |
| ------------------- | ------------------ | ---------------- | -------------------------------------------------- | ---- |
| 率真校區 （校本部） | 桃園市八德區更寮腳 | 興豐路1000號     | 戰爭學院、陸軍指參學院、海軍指參學院、空軍指參學院 |      |
| 中正嶺校區          | 桃園市大溪區員樹林 | 石園路75號       | 理工學院                                           |      |
| 復興崗校區          | 臺北市北投區復興崗 | 中央北路二段70號 | 政戰學院、管理學院                                 |      |

## 象徵

### 校徽
| 徽章特徵     | 意涵 |
| ------------ | --- |
| 青天白日國徽 | 象徵軍人效忠國家，保衛國家疆域之意涵。                                                                             |
| 嘉禾         | 代表中華民族以農立國，生生不息，源遠流長及不忘本之意。                                                             |
| 太極圖       | 代表中華文化的道統思想「互助永生」，內涵燮理，剛柔並濟；陰陽魚中黑白點表示陰中有陽，陽中有陰，能兼容並蓄不同意見。 |
| 三環聯結     | 代表三民主義及三軍聯合作戰。                                                                                       |
| 五飄帶       | 代表軍人武德－智、信、仁、勇、嚴及五大信念－主義、領袖、國家、責任、榮譽。                                         |

資料來源：國防大學《學員生手冊》

### 校歌
國防大學校歌 　　作者  楊濤

## 組織

### 校本部[4]
- 校長（1人，二級上將）
  - 副校長兼戰爭學院院長（1人，陸軍或海軍或空軍中將）
  - 學院院長（7人，管理學院、政戰學院、理工學院、陸軍學院、海軍學院、空軍學院、國際學院少將）
  - 教育長（1人，陸軍少將）
  - 政戰主任（1人，政戰少將）
  - 學院副院長（7人，上校）
  - 所長（2人，上校）
  - 主任（1人，上校）
    - 主任（9人，上校）
    - 副主任（2人，上校）
    - 參謀主任（1人，上校）
    - 學院政戰主任（3人，上校）
    - 副教育長（1人，上校）
    - 處長（11人，上校）
    - 總教官（4人，上校）
    - 主任教官（22人，上校）
    - 副主任教官（4人，上校）
    - 指揮官（3人，上校）
    - 隊長（4人，中校至上校）
    - 科長（6人，上校）
    - 組長（4人，上校）
    - 大隊長（4人，中校）
    - 副處長（6人，中校）
    - 中隊長（22人，少校至中校）
    - 教師（113人，校官）
    - 教官（219人，上尉至上校）
    - 參謀（280人，尉官或校官）
    - 輔導長（23人，上尉至中校）
    - 軍醫官（10人，上尉至少校）
    - 連長（3人，少校）
      - 副連長（3人，上尉）
      - 副中隊長（9人，上尉）
      - 排長（15人，少尉至中尉）

行政單位
| 行政單位 | 教務處：負責國防大學招生、註冊、課務、教材、學籍、編裝及其他教務事項。   | 學員生事務處：負責國防大學學生（含外籍生）心理輔導、生活輔導、衛生保健、課外活動指導、愛國教育、輔導服務、新聞處理及公共關係等事項。 醫務所（三個校區均設置，隸屬於學員生事務處） |
| 行政單位 | 總務處：負責國防大學文書、人事、後勤、工程營建、採購招標及其他總務事項。 | 資訊圖書中心：負責國防大學教學研究資料之搜集及資訊服務之提供事項，總館位於校本部，中正嶺、復興崗校區設有分館。                                                                    |
| 行政單位 | 電子計算機中心：負責國防大學資訊行政、教學及研究事項。                   | 研究發展室：負責國防大學校務發展規劃、教育研究發展、終身學習、推廣教育、學術交流與研究、準則編修與軍品性能研發、委託專案申請、外事交流、外文編譯、軍事刊物出版等相關事項。        |
| 行政單位 | 主計室：負責國防大學歲計、會計及統計事項。                               | 勤務連（三個校區均設置） |

教學單位及研究中心
| 教學單位及研究中心 | 通識教育中心 | - 軍事共同教學中心 - 政治作戰組 - 社會科學組 - 全民國防教育組 |
| 教學單位及研究中心 | 語文中心     |                                                               |
| 教學單位及研究中心 | 共教中心     |                                                               |
| 教學單位及研究中心 | 體育室       |                                                               |
| 教學單位及研究中心 | 遠朋國建班   |                                                               |

### 院所

#### 軍事學院
| 戰爭學院 | 軍事深造教育 戰略正規班 戰略在職班 |

| 陸軍指揮參謀學院 | 軍事深造教育 陸軍指參正規班 陸軍指參在職班 聯戰研究班 |

| 海軍指揮參謀學院 | 軍事深造教育 海軍指參正規班 海軍指參在職班 |

| 空軍指揮參謀學院 | 軍事深造教育 空軍指參正規班 空軍指參在職班 |

| 國際與國防事務學院 | 研究所 戰略研究所 國家安全研究所 |

#### 基礎學院
| 理工學院 | 行政單位、研究中心 院長室 教學支援中心（教務、學務、總務） 軍事科技中心 資安中心 學員生大隊 學生中隊 學員中隊 | 大學部 資訊工程學系 網路攻防組 資訊系統組 化學及材料工程學系 材料工程組 化學工程組 環境資訊及工程學系 大氣科學組 空間科學組 軍事工程組 電機電子工程學系 電機組 電子組（含電子、光電） 動力及系統工程學系 兵器系統工程組 車輛及運輸工程組 造船及海洋工程組 機械及航太工程學系 航空太空工程組 機械工程組 |
| 理工學院 | 碩士班 材料科學與工程碩士班（化學及材料工程學系） 化學工程碩士班（化學及材料工程學系） 資訊工程碩士班（資訊工程學系） 電子工程碩士班（電機電子工程學系） 光電工程碩士班（電機電子工程學系） 軍事工程碩士班（環境資訊及工程學系） 大氣科學碩士班（環境資訊及工程學系） 空間科學碩士班（環境資訊及工程學系） 機械工程碩士班（機械及航太工程學系） 航空太空工程碩士班（機械及航太工程學系） 車輛及運輸工程碩士班（動力及系統工程學系） 造船及海洋工程碩士班（動力及系統工程學系） 兵器系統工程碩士班（動力及系統工程學系） 網路安全碩士在職專班（資訊工程學系） | 博士班 國防科學研究所 國防科學研究所（博士班）環境資訊及工程組 國防科學研究所（博士班）化學及材料工程組 國防科學研究所（博士班）電機電子工程組 國防科學研究所（博士班）資訊工程組 國防科學研究所（博士班）動力及系統工程組 國防科學研究所（博士班）機械及航太工程組                                    |

| 管理學院 | 行政單位、研究中心 院長室 教學支援中心（教務、學務、總務） 學員生大隊部                             | 大學部 法律學系 財務管理學系 運籌管理學系 資訊管理學系             |
| 管理學院 | 碩士班 法律學系碩士班 資訊管理學系碩士班 財務管理學系碩士班 運籌管理學系碩士班 資源管理及決策研究所 | 國防管理教育訓練中心 管理學院指參班 管理學院戰略班                 |
| 管理學院 | 進修教育 財務管理班 後勤管理班 採購管理班 軍法軍官班 網路軍官班                                     | 專長教育 軍事投資建案班 法律專精班 合約管理班 國軍招募員專長訓練班 |

| 政治作戰學院 | 行政單位、研究中心 院長室 教育行政室 多媒體中心 學員生大隊 學生中隊 學員中隊                                                                                    | 大學部 政治學系 國際關係組 行政管理組 新聞學系 心理及社會工作學系 心理組 社會工作組 應用藝術學系 美術組 音樂組 影劇組 |
| 政治作戰學院 | 碩士班 政治學系 政治碩士班 國際關係分組 政治作戰分組 國家發展分組 公共行政分組 中共解放軍研究碩士班 新聞學系碩士班 心理及社會工作學系 心理碩士班 社會工作碩士班 | 博士班 政治學系博士班                                                                                                 |

## 學術期刊
- 國防雜誌 （页面存档备份，存于）
- 軍事社會科學專刊（页面存档备份，存于）
- 國防大學通識教育學報（页面存档备份，存于）
- 國防管理學報（页面存档备份，存于）
- 復興崗學報 （页面存档备份，存于）
- 中正嶺學報 （页面存档备份，存于）

## 國際合作姊妹校與機構
- 美国
  - 美國國防大學
  - 國家戰爭學院
  - 三軍工業學院

管理學院則規劃和美國國防管理相關院校展開研究和發展的合作。

## 中華民國國內學校策略聯盟
- 大臺北地區
  - 國立臺灣大學
  - 國立臺灣師範大學（軍事口譯專業）[12]
  - 國立政治大學（政戰學院）[13]
  - 世新大學
- 桃竹苗地區
  - 國立中央大學
  - 國立陽明交通大學（理工學院）[14]
  - 中央警察大學
  - 元智大學
  - 中原大學
- 臺中市地區
  - 國立中興大學[15]
  - 東海大學
- 大嘉義地區
  - 國立嘉義大學
  - 國立中正大學
- 高雄市地區
  - 國立中山大學（政戰學院）[16]
  - 國立高雄大學

### 引用
1. ↑  康鴻志. . 中國時報. 2012-06-30  [2013-11-01]. （原始内容存档于2020-02-16）.
2. ↑  . 國立臺灣大學中國文學系.   [2014-05-29]. （原始内容存档于2014-05-29） （中文（臺灣））.
3. ↑  1967年臺北市脫離臺灣省省轄市升格為直轄市
4. ↑   (PDF). （原始内容存档 (PDF)于2023-07-18）.
5. ↑  .   [2013-07-07]. （原始内容存档于2013-10-05）.
6. ↑  .   [2011-05-25]. （原始内容存档于2011-05-25）.
7. ↑  .   [2011-05-27]. （原始内容存档于2011-05-27）.
8. ↑  .   [2011-05-27]. （原始内容存档于2011-05-27）.
9. ↑  .   [2011-05-25]. （原始内容存档于2011-05-25）.
10. ↑  .   [2012-11-01]. （原始内容存档于2012-11-01）.
11. ↑  .   [2018年1月20日]. （原始内容存档于2018年1月21日）.
12. ↑  .   [2018-01-20]. （原始内容存档于2020-11-03）.
13. ↑  http://www.nccu.edu.tw/zh_tw/news/亞太研究整合-國防大學與社科院國際學程交流-90300865%5B%5D
14. ↑  .   [2018-01-21]. （原始内容存档于2018-01-21）.
15. ↑  .   [2018-01-20]. （原始内容存档于2016-09-21）.
16. ↑  .   [2018-01-20]. （原始内容存档于2018-01-21）.

## 外部連結
- 國防大學（页面存档备份，存于）
- 國防大學組織規程
- 臺灣大專院校整併